# Хотімлянська сільська рада
Хотімлянська сільська́ ра́да — адміністративно-територіальна одиниця та орган місцевого самоврядування в Вовчанському районі Харківської області. Адміністративний центр — село Хотімля.

## Загальні відомості
- Хотімлянська сільська рада утворена в 1919 році.
- Територія ради: 72,748 км²
- Населення ради: 1 373 особи (станом на 2001 рік)
- Територією ради протікає річка Сіверський Донець.

## Населені пункти
Сільській раді підпорядковані населені пункти:
- с. Хотімля
- с. Перківка

## Склад ради
Рада складається з 16 депутатів та голови.
- Голова ради: Кучма Олександр Іванович
- Секретар ради: Штрикун Людмила Іванівна

### Керівний склад попередніх скликань
| Прізвище, ім'я, по батькові | Основні відомості                                                         | Дата обрання | Дата звільнення |
| --------------------------- | ------------------------------------------------------------------------- | ------------ | --------------- |
| Кучма Олександр Іванович    | Сільський голова, 1960 року народження, освіта вища, безпартійний         | 26.03.2006   | 31.10.2010      |
| Кучма Олександр Іванович    | Сільський голова, 1960 року народження, освіта вища, член Партії регіонів | 31.10.2010   |                 |

Примітка: таблиця складена за даними сайту Верховної Ради України

### Депутати
За результатами місцевих виборів 2010 року депутатами ради стали:

#### За суб'єктами висування
| Суб'єкт висування                 | Кількість обраних депутатів | %    |
| --------------------------------- | --------------------------- | ---- |
| Партія регіонів                   | 14                          | 87,5 |
| Політична партія «Сильна Україна» | 2                           | 12,5 |

#### За округами
| № округу                          | Прізвище, ім'я, по батькові     | Дата визнання обраним | Освіта             | Партійна приналежність                  | Відомості про обраного депутата                         |
| --------------------------------- | ------------------------------- | --------------------- | ------------------ | --------------------------------------- | ------------------------------------------------------- |
| Партія регіонів                   |                                 |                       |                    |                                         |                                                         |
| 1                                 | Штрикун Людмила Іванівна        | 03.11.2010            | вища               | член Партії регіонів                    | Хотімлянська сільська рада, секретар                    |
| 2                                 | Михайличенко Віктор Кіндратович | 03.11.2010            | середня            | позапартійний                           | Фермерське господарство, голова                         |
| 3                                 | Пасько Віктор Анатолійович      | 03.11.2010            | вища               | позапартійний                           | пенсіонер                                               |
| 4                                 | Пасько Валентина Миколаївна     | 03.11.2010            | вища               | позапартійна                            | Хотімлянська загальноосвітня школа, вчитель             |
| 5                                 | Спільник Микола Олексійович     | 03.11.2010            | середня спеціальна | член Партії регіонів                    | Фермерське господарство «Агро стіл», головний інженер   |
| 6                                 | Чупир Тетяна Миколаївна         | 03.11.2010            | вища               | член Партії регіонів                    | Хотімлянська загальноосвітня школа, вчитель             |
| 7                                 | Бондарєва Наталя Михайлівна     | 03.11.2010            | вища               | член Партії регіонів                    | Фермерське господарство «Агро стіл», головний бухгалтер |
| 8                                 | Котляров Олександр Григорович   | 03.11.2010            | вища               | член Партії регіонів                    | Хотімлянська загальноосвітня школа, вчитель             |
| 9                                 | Андруха Ірина Миколаївна        | 03.11.2010            | середня спеціальна | член Партії регіонів                    | Хотімлянська сільська рада, касир                       |
| 10                                | Печенізька Рімма Леонідвна      | 03.11.2010            | вища               | член Партії регіонів                    | Хотімлянська загальноосвітня школа, директор            |
| 11                                | Сухонос Любов Іванівна          | 03.11.2010            | середня спеціальна | член Партії регіонів                    | Хотімлянська сільська рада, землевпорядник              |
| 13                                | Дудолад Валентина Дмитрівна     | 03.11.2010            | вища               | член Партії регіонів                    | Хотімлянська загальноосвітня школа, вчитель             |
| 14                                | Лобас Анатолій Анатолійович     | 03.11.2010            | середня            | член Партії регіонів                    | Фермерське господарство «Шанс», головний механік        |
| 15                                | Нагорна Вікторія Євгенівна      | 03.11.2010            | вища               | член Партії регіонів                    | Хотімлянська загальноосвітня школа, вчитель             |
| Політична партія «Сильна Україна» |                                 |                       |                    |                                         |                                                         |
| 12                                | Гудко Віталій Єгорович          | 03.11.2010            | середня            | член Політичної партії «Сильна Україна» | Фірма «ДАЛІО», водій                                    |
| 16                                | Волосник Ігор Вікторович        | 03.11.2010            | середня            | позапартійний                           | приватний підприємець                                   |